# Raffaello Sorbi
Raffaello Sorbi (Firenze, 24 febbraio 1844 – Firenze, 19 dicembre 1931) è stato un pittore italiano.

## Biografia
Studiò all'Accademia di belle arti di Firenze sotto la guida di Antonio Ciseri. I suoi inizi sono improntati ad un accademismo storico che strizza l'occhio al pubblico e che per questo si attira uno stuolo di critiche specialmente da chi è avverso alla tradizione pittorica neoclassica e romantica, come i Macchiaioli.
Modificò allora la natura dei suoi dipinti, rendendoli più attinenti alla realtà, anche se seguitò a prediligere ambientazioni storiche medievali, settecentesche se non addirittura di Roma imperiale. Dipinse anche paesaggi che mostrano forti sintonie con le composizioni macchiaiole.
La carriera di Raffaello Sorbi si arricchì professionalmente ed economicamente dall'incontro con il mercante francese Eugène Goupil, con cui firmò nel 1872 un accordo in esclusiva della durata di sette anni, per un cachet mensile di 1000 franchi. Per lui si aprirono quindi le porte del mercato internazionale, che apprezzò soprattutto la capacità virtuosa nel disegnare le figure e le scene di genere. Ebbe così contatti con i mercanti tedeschi, Heinemann e Schulte, e il mercante inglese, Tooth.
Negli anni 70 del 1800 ebbe modo di partecipare in maniera diretta alla modifica in stile neo-gotico del maniero turrito denominato Tenuta I Bonsi, situato a Reggello nel Valdarno superiore.
Nel 1892 ebbe modo anche di testare la carriera di insegnante, divenendo docente all'Accademia di belle arti di Firenze.

## Galleria d'immagini

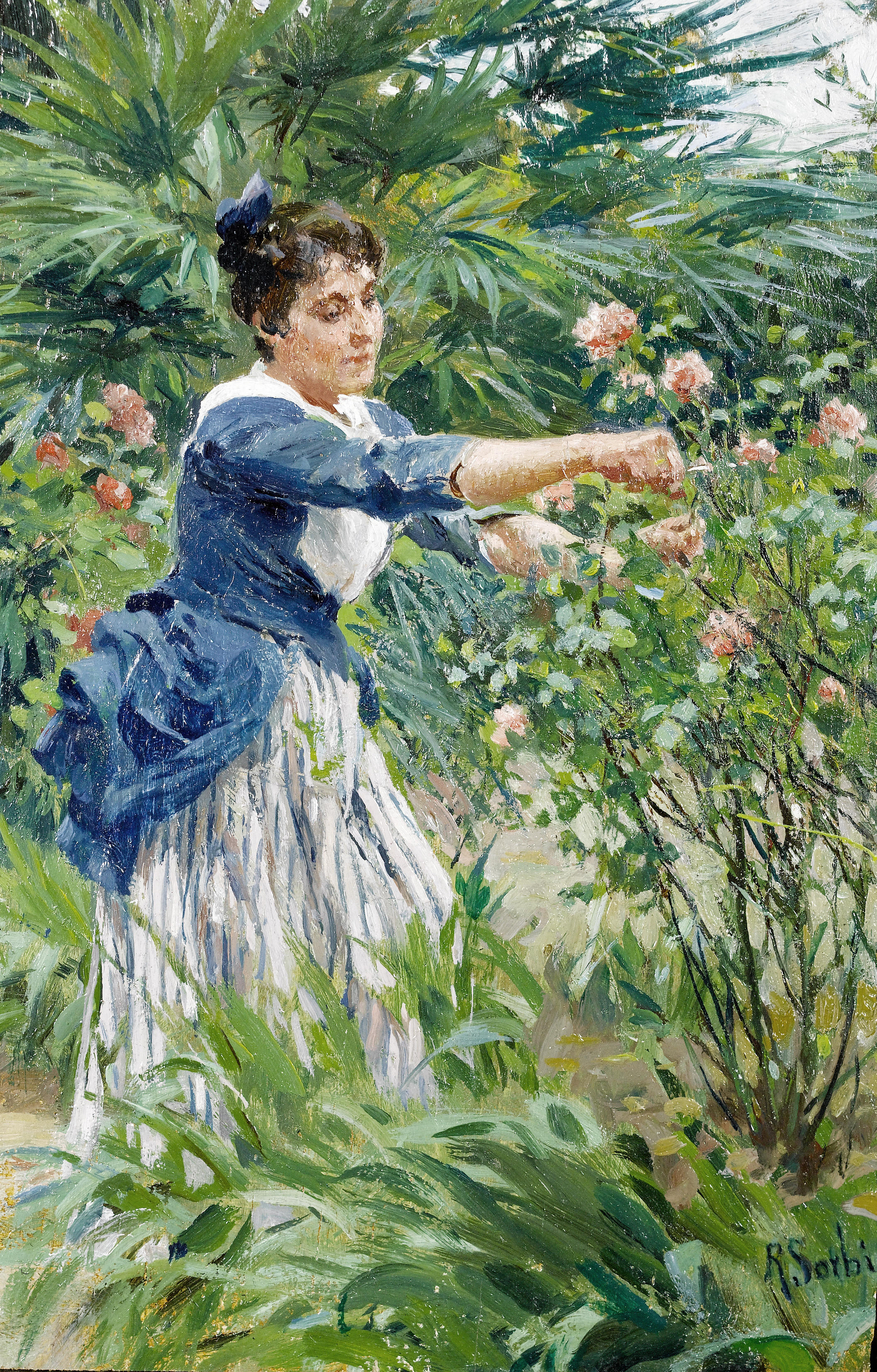
Potando le rose
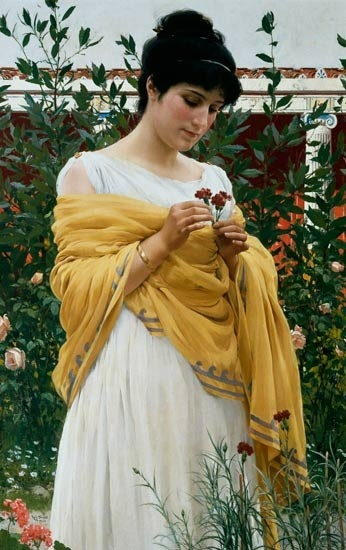
Il gazebo (1885)
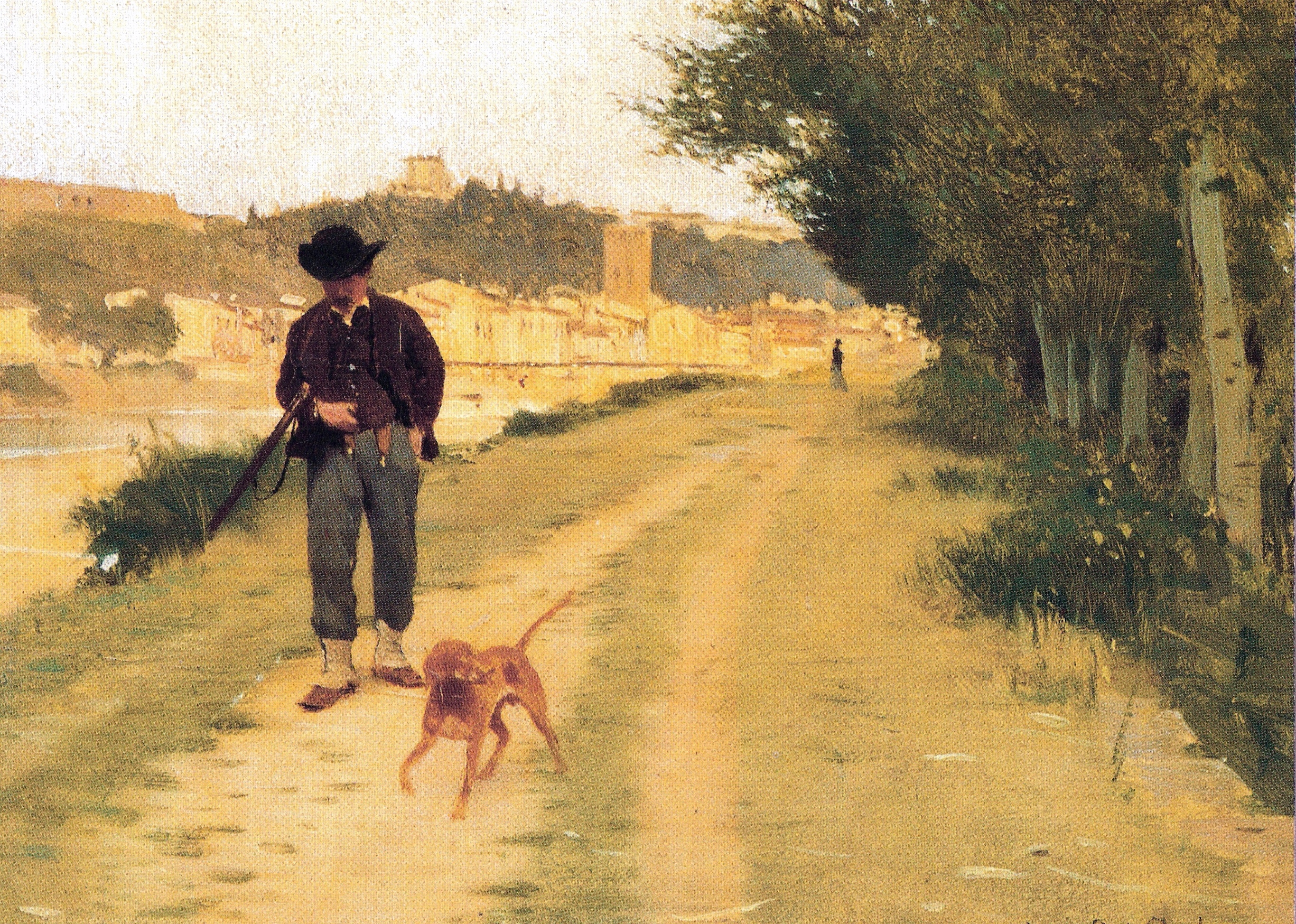
Veduta di Firenze e fiume Arno
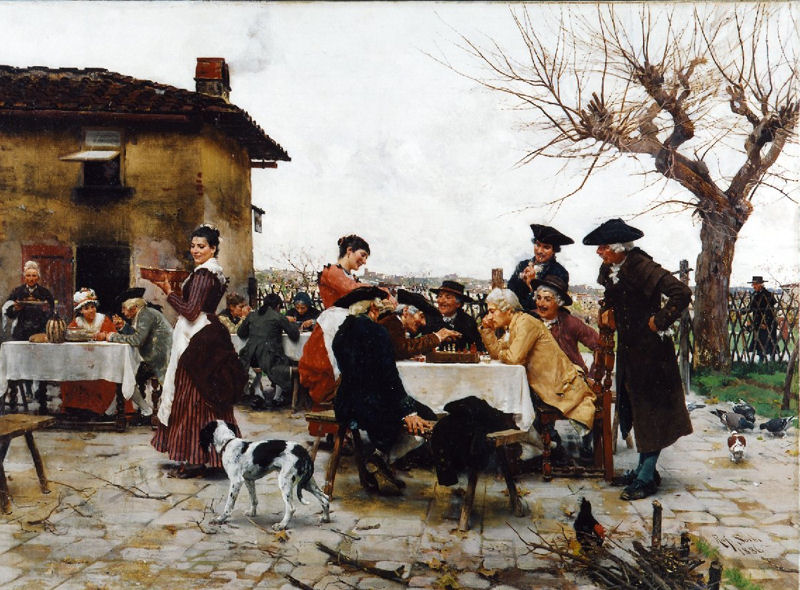
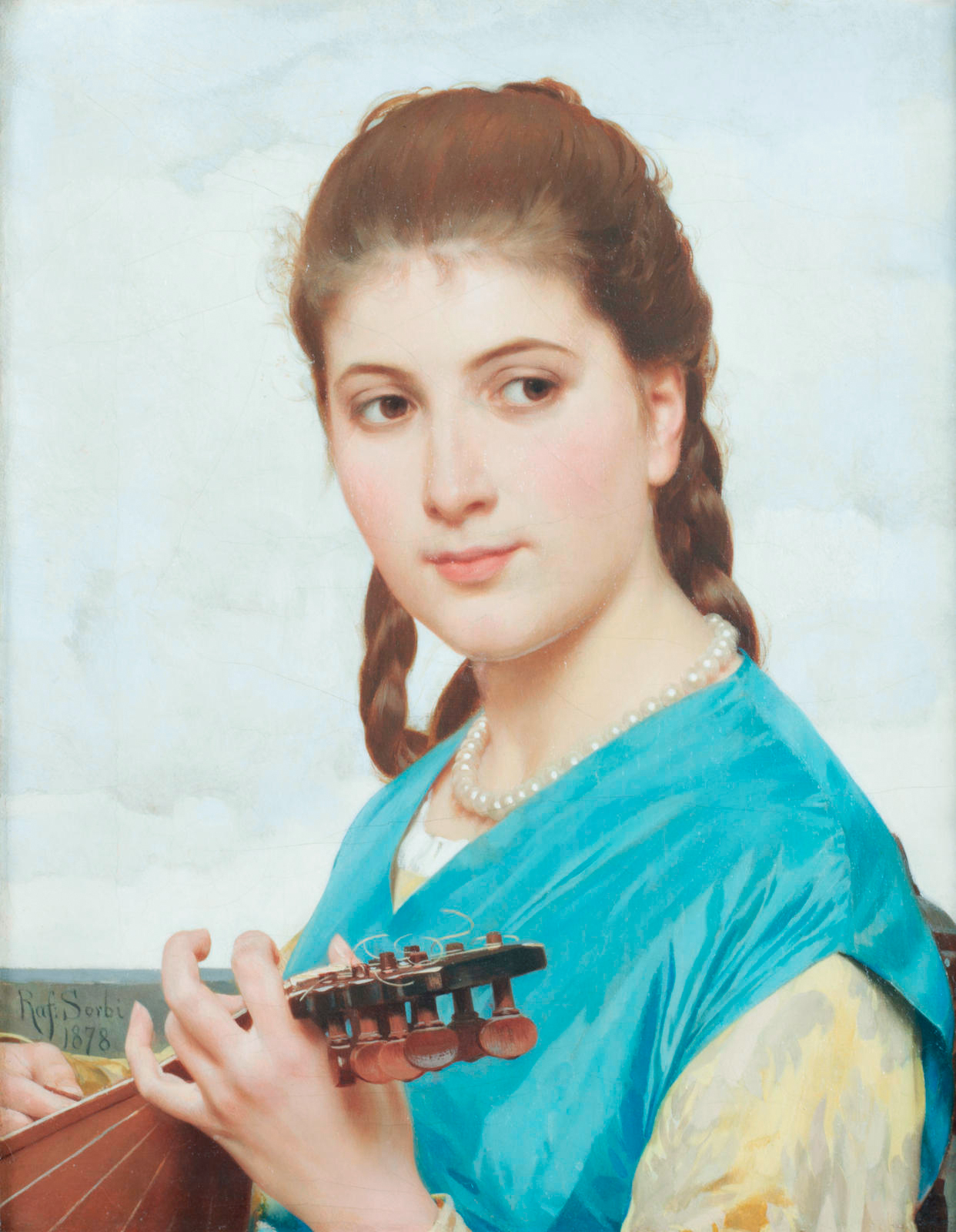
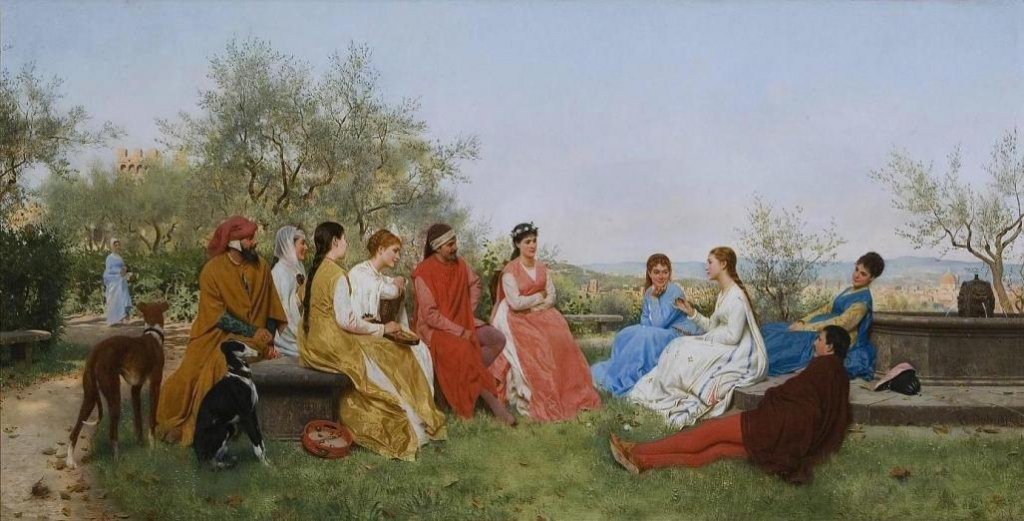
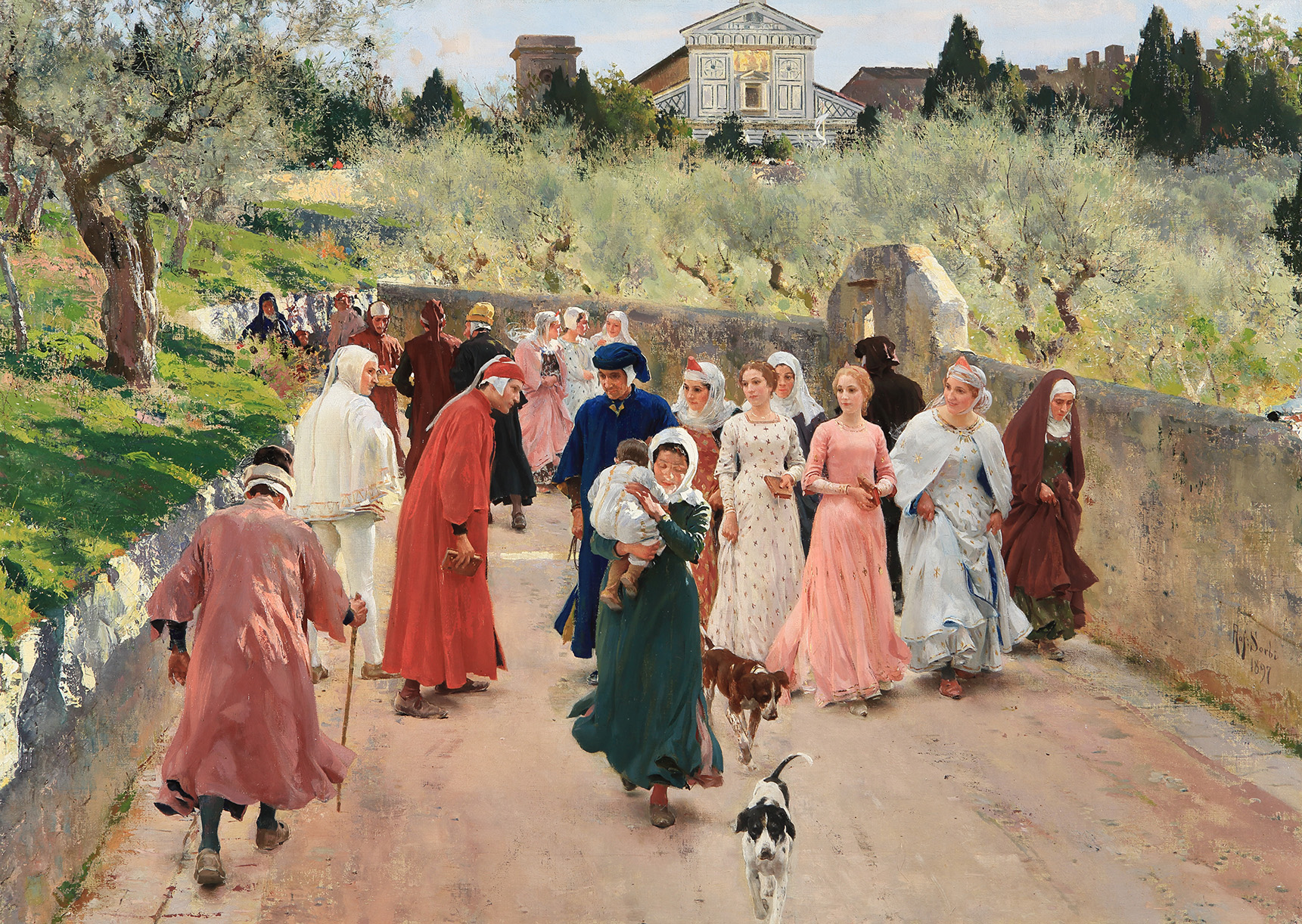
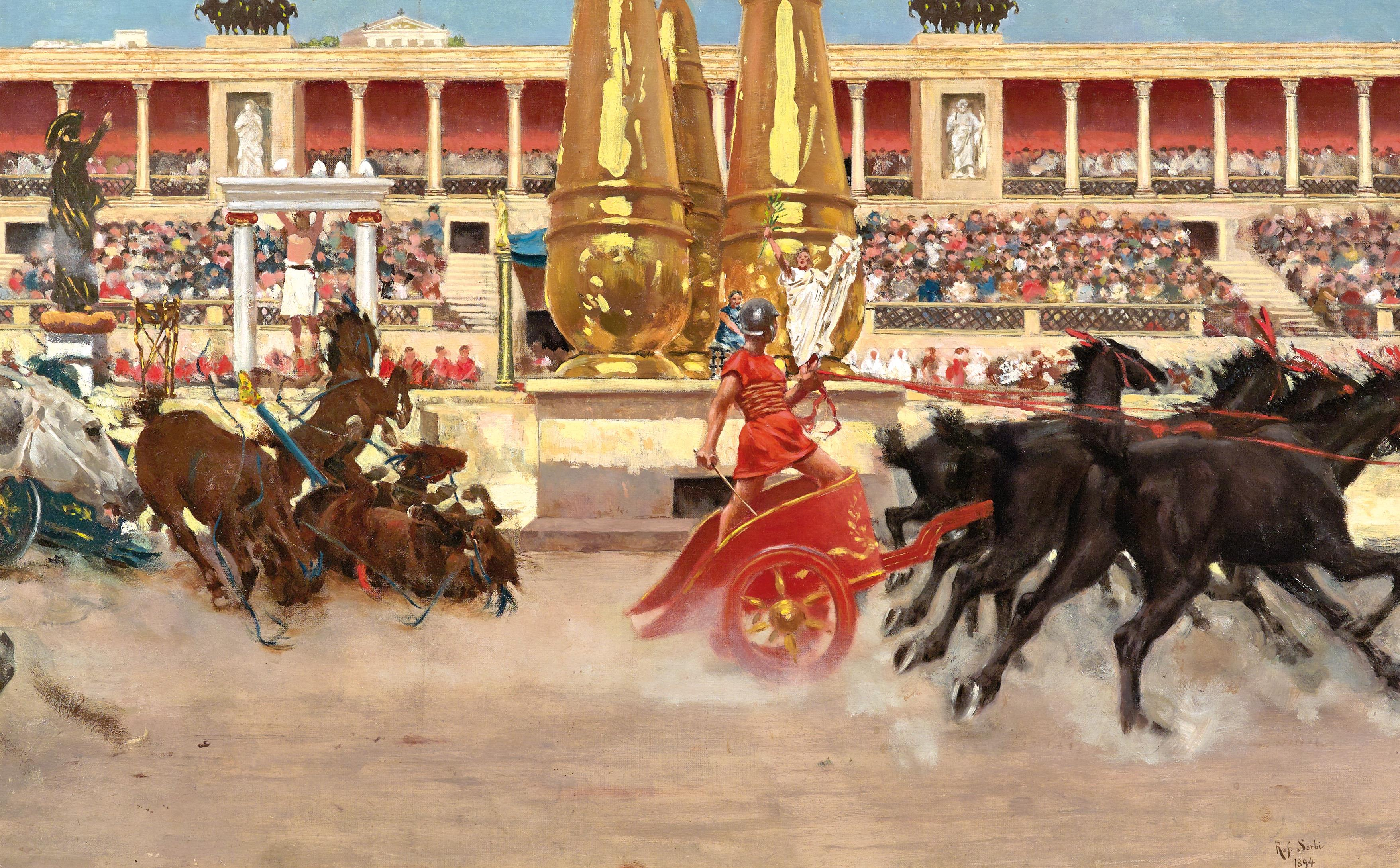
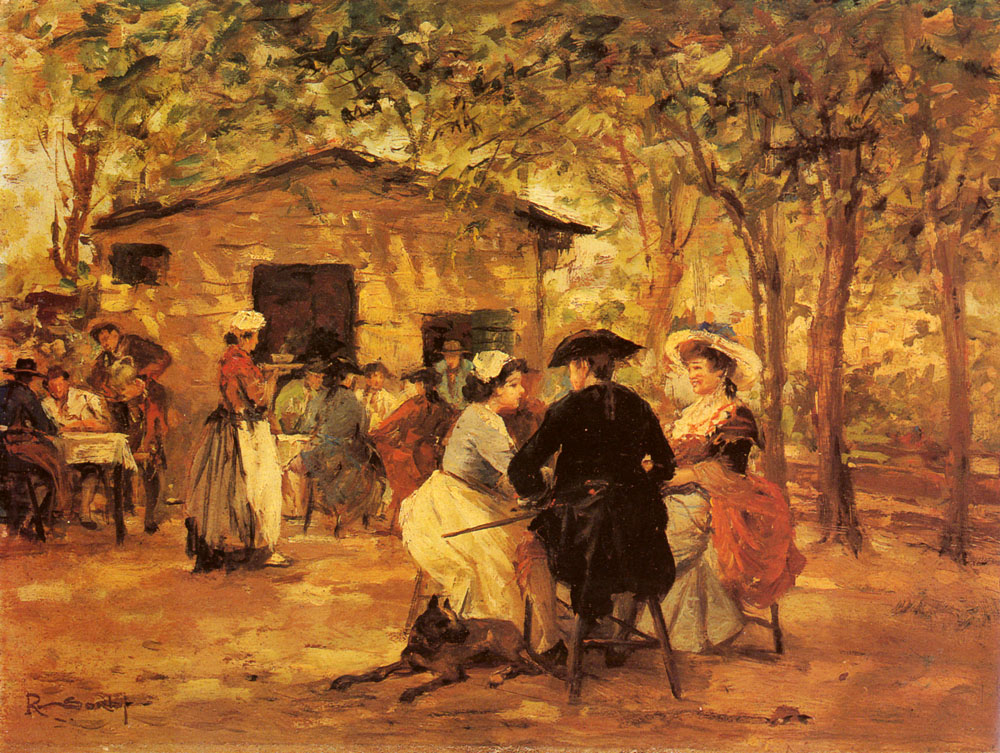
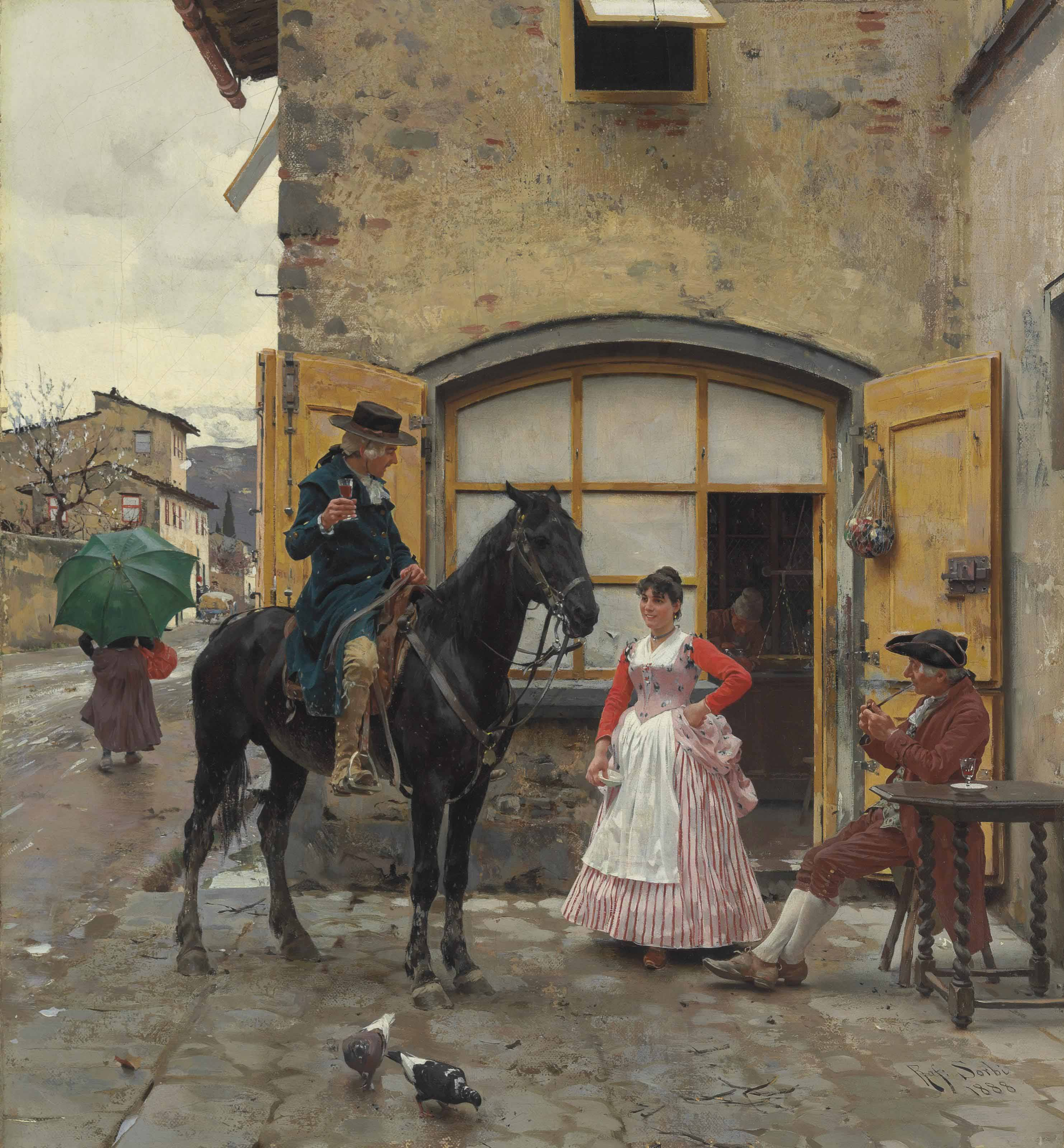
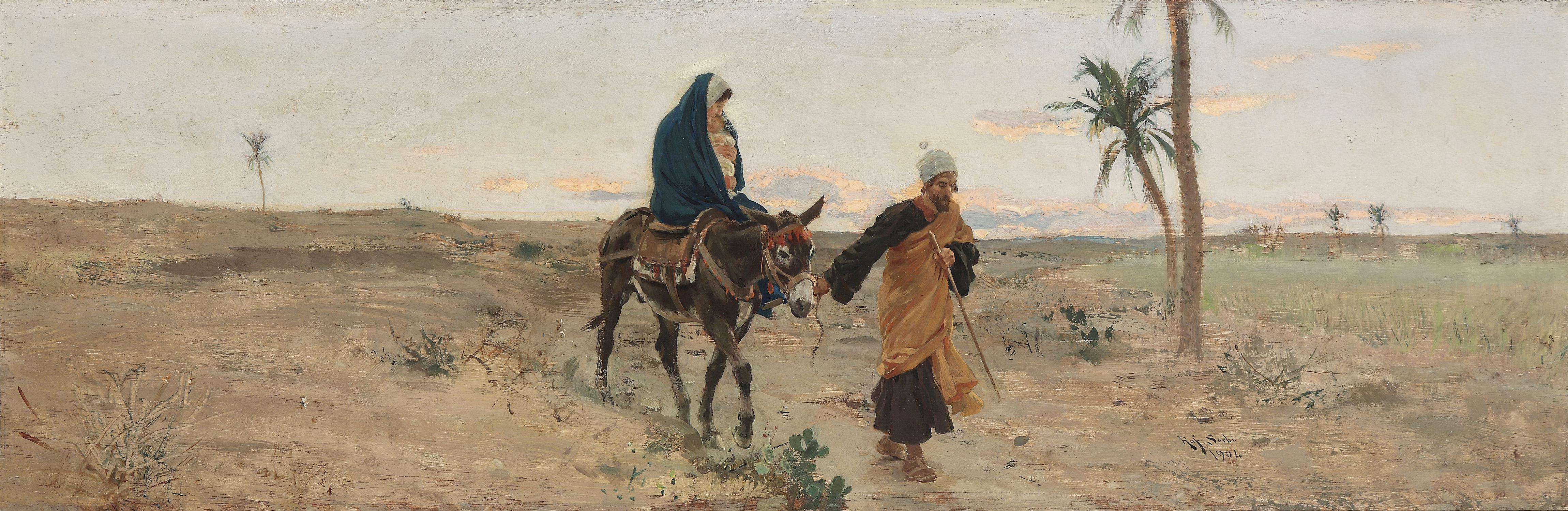
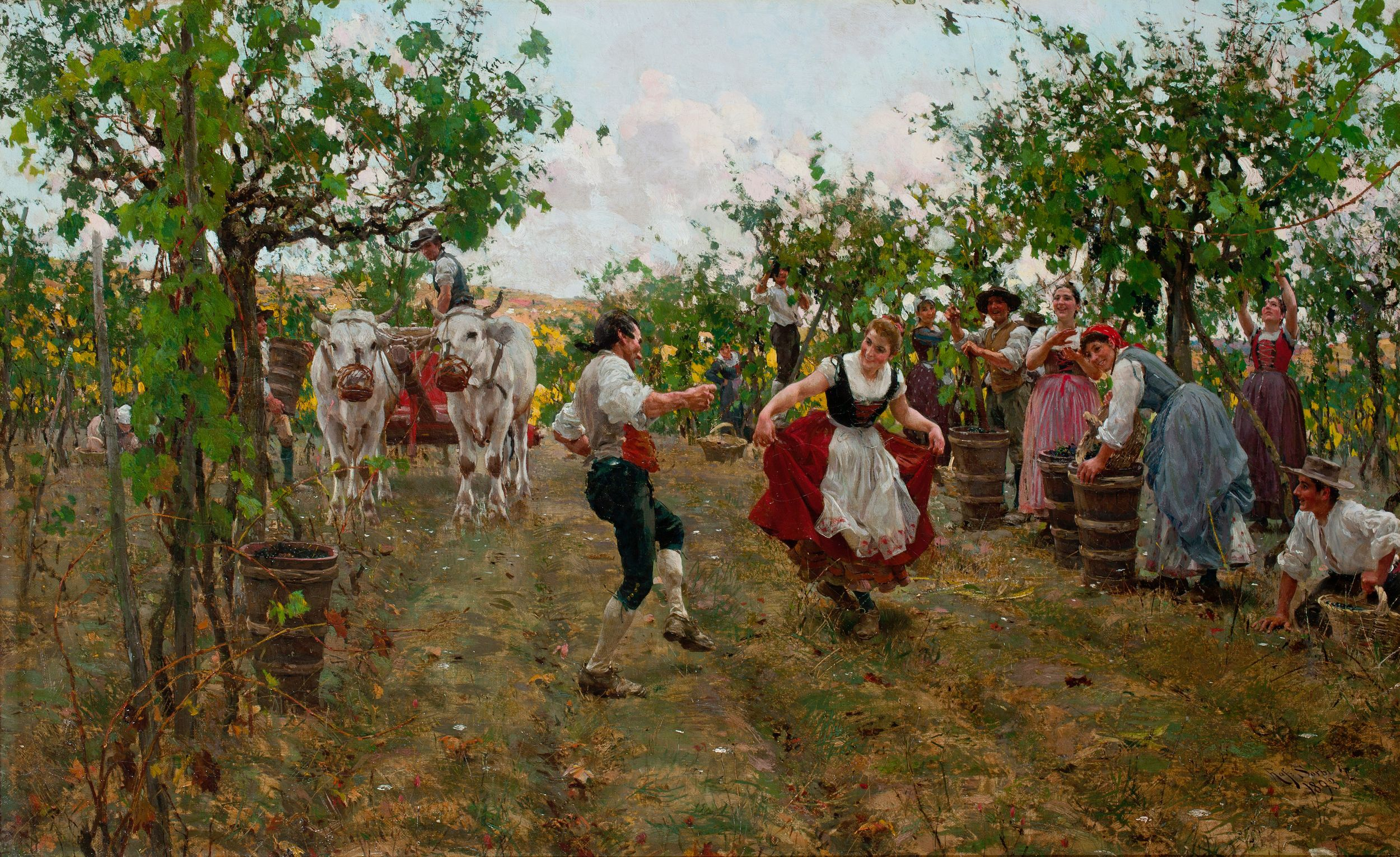
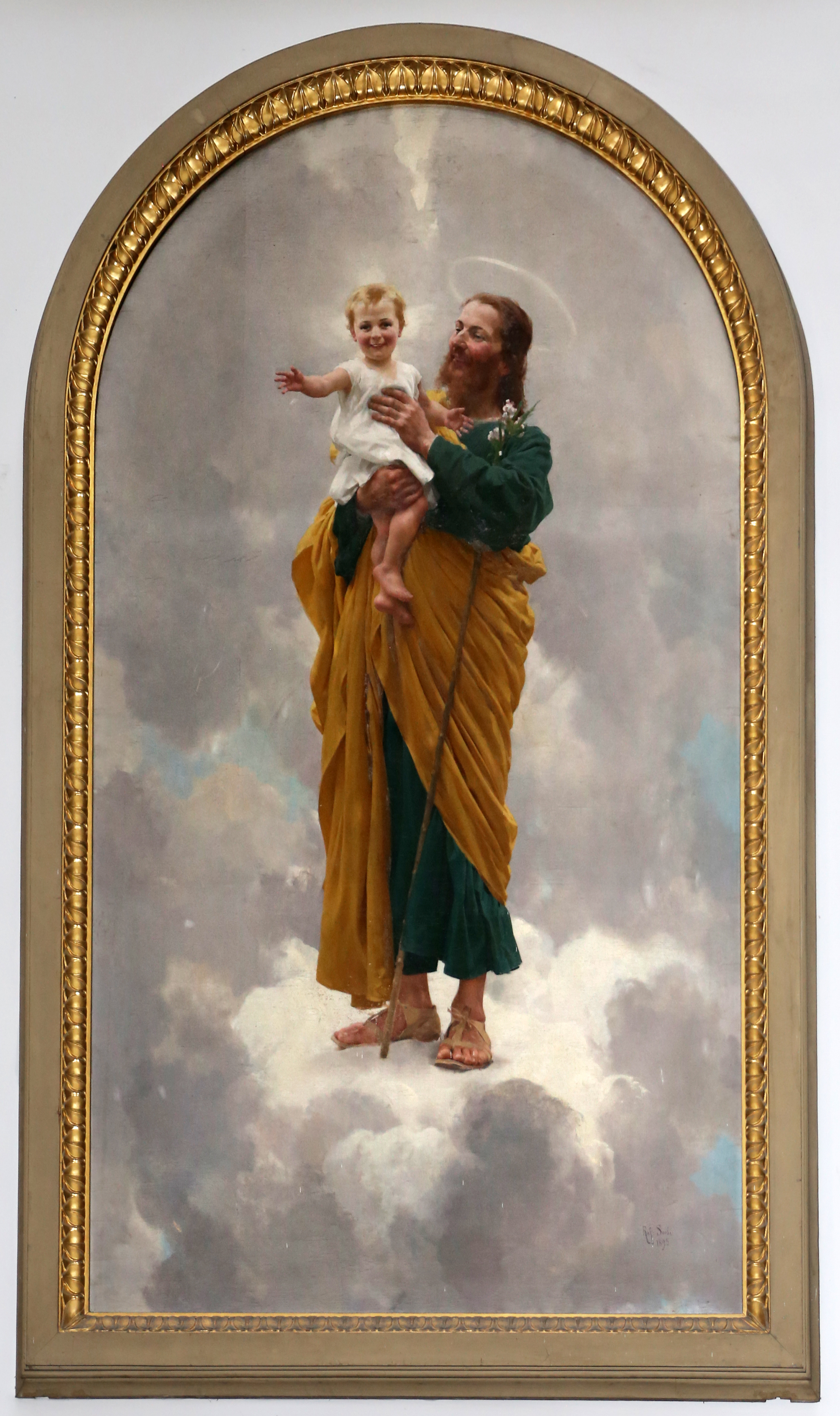
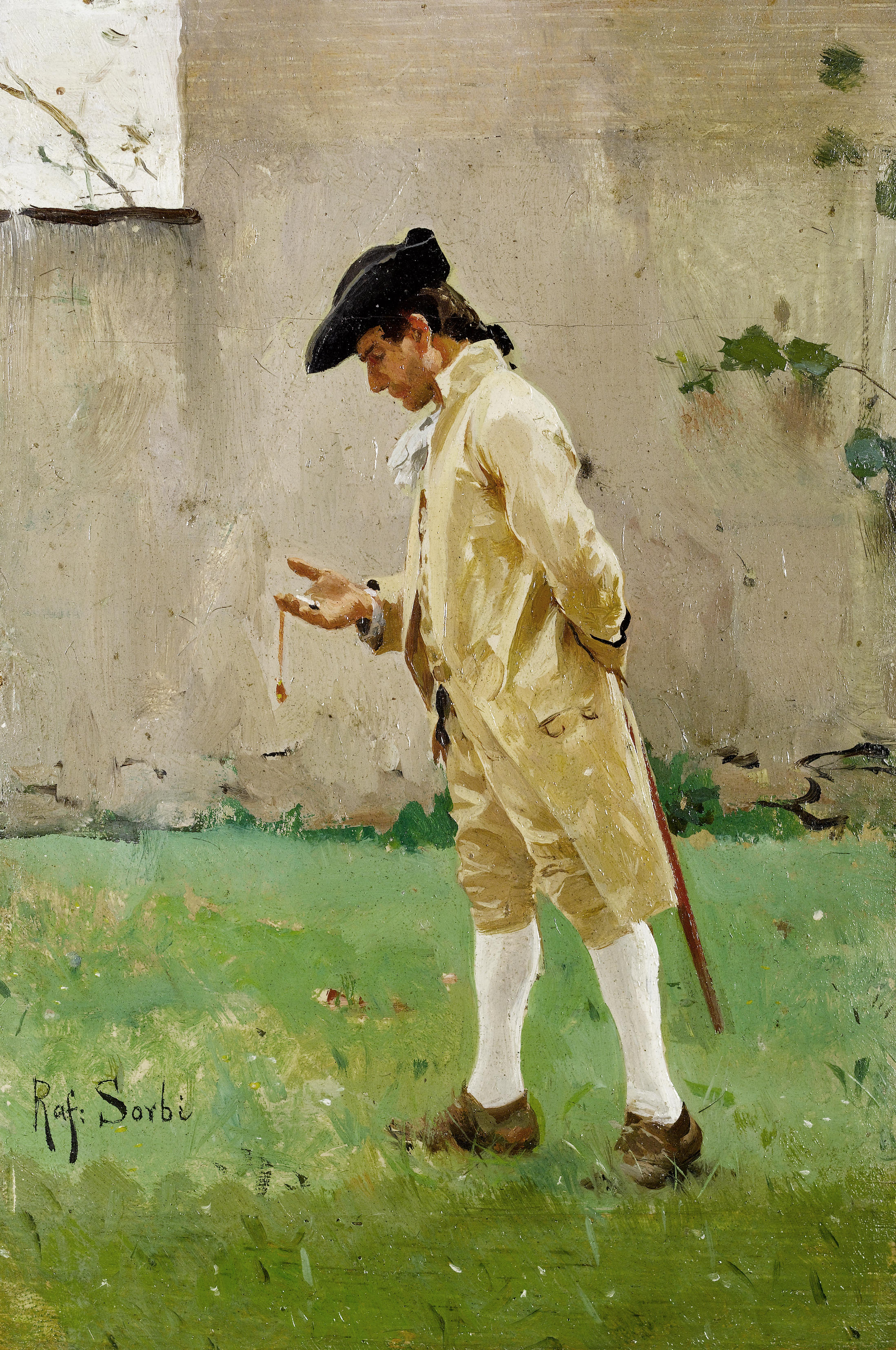
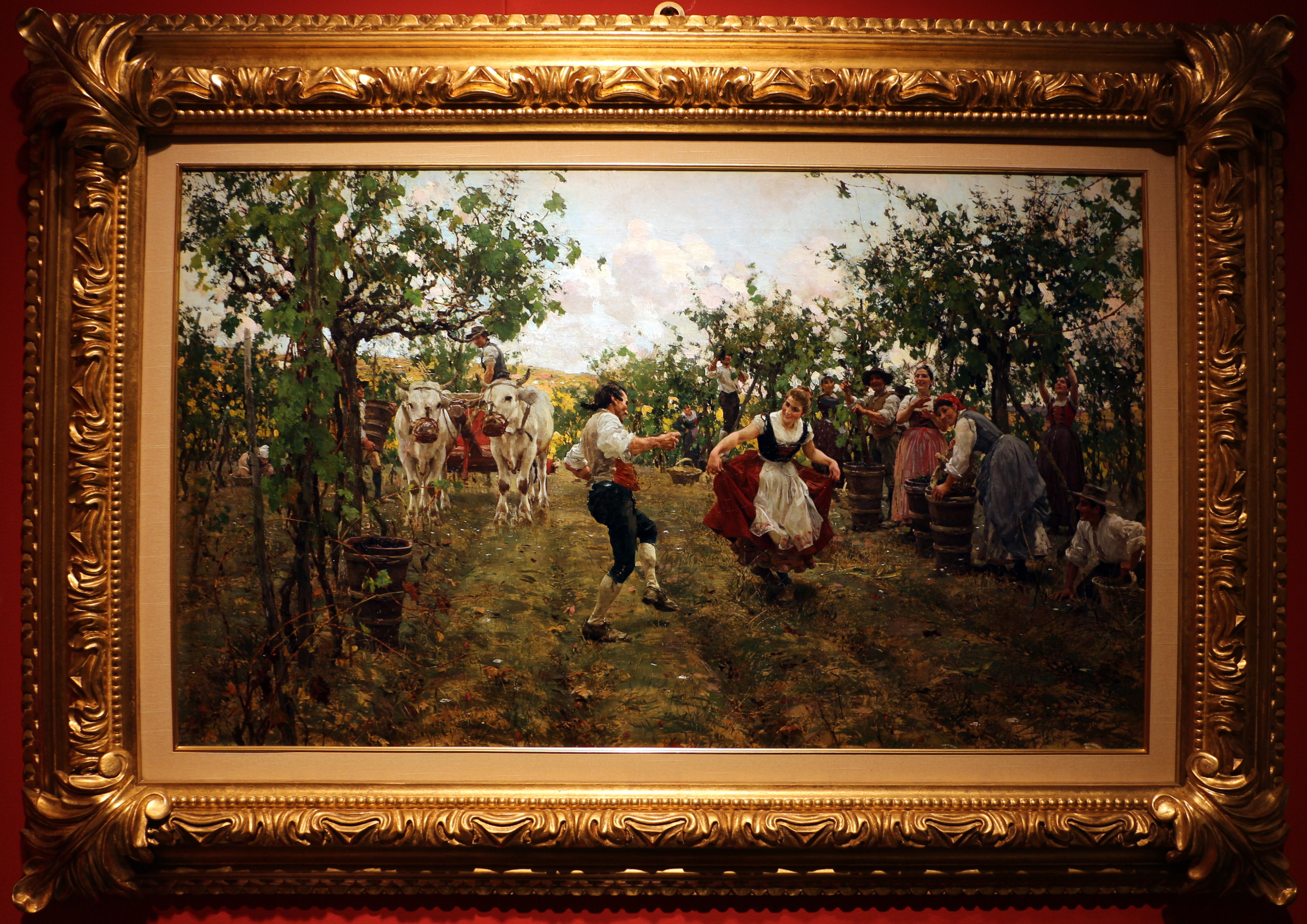